# 미조어
미조어(Mizo)는 인도 미조람 주와 미얀마 친 주, 그리고 방글라데시 치타공 고산지대에 거주하는 미조인들이 사용하는 언어이다. 2020년 기준 화자는 약 85만 명으로 추정된다. 중국티베트어족의 쿠키-친어군 계통에 속한다. 표기되는 경우 주로 라틴 문자로 쓰인다.